# Salt Cay
Salt Cay – nizinna wyspa na Oceanie Atlantyckim, wchodząca w skład terytorium Turks i Caicos.
Salt Cay jest otoczona rafami koralowymi.
Wyspa została odkryta w 1512 r. Od 1990 r. wyspa jest rezerwatem biosfery.